# Валкнут

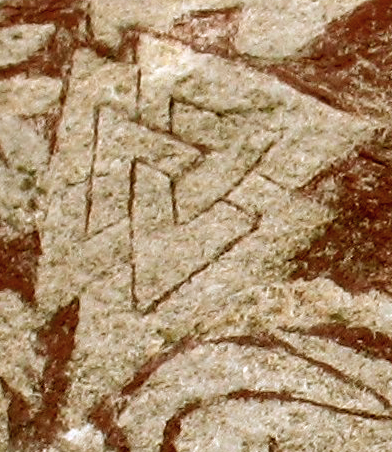

Валкнут (valknut, від давньоскандинавського: valr — убиті воїни, knut — вузол) — магічний символ, що складається з трьох переплетених трикутників. Є елементом германського язичництва.
Найбільш поширеним тлумаченням цього знаку є те, що знак символізує переплетення «дев'яти світів».
Вчені пропонують різноманітні пояснення символу, іноді пов'язуючи його з богом Одіном, і його порівнювали з символом трьох рогів, знайденим на камені Снолделева IX століття, з яким він може бути пов'язаний.